# Phoebis philea
Phoebis philea – motyl dzienny z rodziny bielinkowatych (Pieridae).
Wygląd
Rozpiętość skrzydeł 7–8 cm., u samców pomarańczowa plama na przednim skrzydle, u samic – brązowe plamki na brzegach. Spód różowy lub purpurowy. Jasnozielona gąsienica
Pożywienie
Strączyńce
Występowanie
Południe Brazylii, Ameryka Środkowa, północ Florydy (czasem aż po Nowy Jork)

Phoebis philea philea - obie strony